# Ogni libro ha i suoi segreti
Ogni libro ha i suoi segreti (Grave Misconduct) è un film per la televisione statunitense di genere thriller del 2008 diretto da Armand Mastroianni.

## Trama
Julia London non ha ancora finito il suo nuovo libro che il suo editore sta aspettando da tempo. Ma, quando la sua amica Angela si suicida inaspettatamente lasciando un manoscritto inedito, Julia coglie l'occasione appropriandosi dell'opera e presentandola una sua creazione, mostrando un grande successo, fino a quando comincia un incubo senza fine.